# Mike Ashley (Autor)
Michael Raymond Donald Ashley (geboren am 1. Oktober 1948 in Southall, Middlesex) ist ein englischer Bibliograf, Autor und Herausgeber von Science-Fiction, Fantasy und Krimis.
Ahleys gilt als Experte für die Geschichte der Science-Fiction und der Science-Fiction-Magazine im Besonderen. Seine erste einschlägige Veröffentlichung war die vierbändige Anthologie The History of the Science Fiction Magazine, durch ausführliche Einleitungen und ergänzende Bibliografien „eher eine kritische Studie als eine Anthologie“. Dementsprechend kann seine inzwischen ebenfalls vierbändige Story of the Science-Fiction Magazines, für deren zweiten Band Transformations Ashley 2006 für den Hugo Award nominiert wurde, als Fortführung und Erweiterung dieser ersten Arbeit gesehen werden. Neben dieser ersten Anthologienreihe ist Ashley Herausgeber zahlreicher weiterer Anthologien zu den verschiedensten Genres und Themen, vor allem von über drei Dutzend Bänden der Mammoth-Book-Reihe. Ashley selbst sieht sich aber nur als Herausgeber und Anthologist im Nebenberuf, Hauptsache ist für ihn seine Arbeit als Forscher, Bibliograf und Lexikograf. Es sind auch diese Arbeiten, für die er vor allem Anerkennung fand, so wurde er 1996 zusammen mit William G. Contento für den Supernatural Index mit dem Bram Stoker Award ausgezeichnet und erhielt 2003 für die Mammoth Encyclopedia of Modern Crime Fiction den Edgar Allan Poe Award.
Die Wurzeln seiner Faszination für Phantastik und seiner umfangreichen Arbeiten als Bibliograf sieht Ashley in seiner Jugend. Sein Vater pflegte ihm auf langen Spaziergängen Geschichten von H. G. Wells und anderen frei nachzuerzählen – allerdings meist ohne Nennung von Autor und Titel – und Ashley erinnert sich, später lange Stunden darauf verwendet zu haben, die Quellen dieser Erzählungen zu ermitteln. Insbesondere ein Autor beschäftigte ihn über Jahrzehnte, zunächst als Leser und dann als Biograf. 1987 erschien eine erste bio-bibliografische Arbeit Ashleys zu Algernon Blackwood und 2001 die erste umfassende Biografie dieses Autors, Starlight Man: The Extraordinary Life of Algernon Blackwood (in der US-Ausgabe als Algernon Blackwood: An Extraordinary Life).
Zu erwähnen sind schließlich Ashleys umfangreiche Beiträge in der von John Clute und John Grant herausgegebenen Encyclopedia of Fantasy sowie zu der von Clute und Peter Nicholls herausgegebenen Encyclopedia of Science Fiction, zu deren 3. Auflage Ashley praktisch alle Artikel zu Magazinen und Zeitschriften beisteuerte.
Als SF-Fan der ersten Generation, Herausgeber der Fanzines Plinth, … And Behold, Cushi Came, Monolith, Saliromania, Xeron und Info für die BSFA, als Sammler, Autor und detailversessener Bibliograf wurde Ashley 2008 durch die Aufnahme in die Aufnahme in die First Fandom Hall of Fame geehrt.
Ashley war bis zu seiner Pensionierung Beamter in der Lokalverwaltung. Er lebt in Chatham in Kent.

## Auszeichnungen
- 1988: Nova Award als Best Fan Writer
- 1991: Nova Award als Herausgeber des Fanzine Saliromania und als Best Fan Writer
- 1992: Nova Award als Best Fan Writer
- 1996: Bram Stoker Award für The Supernatural Index, zusammen mit William G. Contento
- 2002: Pilgrim Award für das Lebenswerk
- 2003: Edgar Allan Poe Award für Mammoth Encyclopedia of Modern Crime Fiction
- 2008: First Fandom Hall of Fame Award
- 2014: First Fandom Sam Moskowitz Archive Award als verdienter Sammler früher Science-Fiction

## Bibliografie

### Anthologien
- SF Choice 77 (1977)
- Souls in Metal (1977)
- The Best of British SF 1 (1977)
- The Best of British SF 2 (1977)
- Weird Legacies (1977)
- Jewels of Wonder : An Anthology of Heroic Fantasies (1981)
- When Spirits Talk (1990)
- The Giant Book of Myths and Legends (1995)
- Classical Stories: Heroic Tales from Ancient Greece and Rome (1996, auch erweitert als The Giant Book of Heroic Adventure Stories, 1997, und als Heroic Adventure Stories)
- Classical Whodunnits: Murder and Mystery from Ancient Greece and Rome (1996)
- Fantasy Stories (1996, auch als The Random House Book of Fantasy Stories)
- Space Stories (1996, auch als The Random House Book of Science Fiction Stories)
- Shakespearean Whodunnits (1997)
- Shakespearean Detectives (1998, auch als More Shakespearean Whodunnits)
- Heroic Adventure Stories: From the Golden Age of Greece and Rome (1998)
- Phantom Perfumes and Other Shades: Memories of Ghost Stories Magazine (2000)
- Unforgettable Ghost Stories by Women Writers (2008)
- Great American Ghost Stories: Chilling Tales by Poe, Bierce, Hawthorne and Others (2008)
- The Darker Sex: Tales of the Supernatural and Macabre by Victorian Women Writers (2009)
- Steampunk Prime (2010, auch als Steampunk: Extraordinary Tales of Victorian Futurism, 2012)
- The Dreaming Sex: Early Tales of Scientific Imagination by Women (2010)
- Dreams and Wonders: Stories from the Dawn of Modern Fantasy (2010)
- Vampires: Classic Tales (2011)
- The Feminine Future: Early Science Fiction by Women Writers (2015)
- Lost Mars: The Golden Age of the Red Planet (2018, auch als Lost Mars: Stories from the Golden Age of the Red Planet)
- Moonrise: The Golden Age of Lunar Adventures (2018)
- The Platform Edge: Uncanny Tales of the Railways (angekündigt Januar 2019)

Die Serien sind nach dem Erscheinungsjahr des ersten Teils geordnet.
The History of the Science Fiction Magazine
- The History of the Science Fiction Magazine Part 1 1926–1935 (1974)
- The History of the Science Fiction Magazine Part 2 1936–1945 (1975)
- The History of the Science Fiction Magazine Part 3 1946–1955 (1976)
- The History of the Science Fiction Magazine Part 4 1956–1965 (1978)

The Mammoth Book of …
- The Mammoth Book of Short Horror Novels (1988)
- The Mammoth Book of Historical Whodunnits (1993)
  - Deutsch: Von Rittern, Hexen und anderem Gelichter: Historische Kriminalgeschichten. Bastei-Lübbe-Taschenbuch #13802, 1996, ISBN 3-404-13802-3.
- The Mammoth Book of Historical Detectives (1995)
  - Deutsch: Räuber, Schurken, Lumpenpack: Weitere historische Kriminalgeschichten. Bastei-Lübbe-Taschenbuch #13944, 1998, ISBN 3-404-13944-5.
- The Mammoth Book of Fairy Tales (1997)
- The Mammoth Book of New Sherlock Holmes Adventures (1997)
  - Deutsch: Sherlock Holmes und der Fluch von Addleton: Neue Sherlock-Holmes-Geschichten. Bastei-Lübbe-Taschenbuch #14916, 2003, ISBN 3-404-14916-5.
- The Mammoth Book of Arthurian Legends (1998)
- The Mammoth Book of British Kings and Queens (1998, auch als British Monarchs, überarbeitet als A Brief History of British Kings and Queens, 2002)
- The Mammoth Book of Comic Fantasy (1998)
  - Deutsch: Hokus, Pokus, Hexenschuss: Das grosse Buch der humorvollen Fantasy. Bastei-Lübbe-Taschenbuch #20451, 2002, ISBN 3-404-20451-4.
- The Mammoth Book of Seriously Comic Fantasy (1999, auch als The Mammoth Book of Comic Fantasy II)
- The Mammoth Book of Men o’ War (1999)
- The Mammoth Book of Sword and Honor (2000)
- The Mammoth Book of Locked Room Mysteries and Impossible Crimes (2000)
- The Mammoth Book of Historical Whodunnits – Volume 2 (2001, auch als The Mammoth Book of More Historical Whodunnits)
- The Mammoth Book of Fantasy (2001)
- The Mammoth Book of Awesome Comic Fantasy (2001)
- The Mammoth Book of Hearts of Oak (2001, auch als The Mammoth Book of Sea Battles)
- The Mammoth Book of Science Fiction (2002)
- The Mammoth Encyclopedia of Modern Crime Fiction (2002)
- The Mammoth Book of Egyptian Whodunnits (2002)
- The Mammoth Book of Roman Whodunnits (2003)
- The Mammoth Book of Roaring Twenties Whodunnits (2004)
- The Mammoth Book of Sorcerers’ Tales (2004, auch als The Mammoth Book of Dark Magic, 2013, auch als The Mammoth Book of Black Magic, 2013)
- The Mammoth Book of New Jules Verne Adventures (2005, mit Eric Brown)
  - Deutsch: Rückkehr zum Mittelpunkt der Erde : neue Jules-Verne-Geschichten. Bastei-Lübbe-Taschenbuch #20548, 2006, ISBN 3-404-20548-0.
- The Mammoth Book of King Arthur (2005)
- The Mammoth Book of Comic Fantasy: Fourth All-New Collection(2005, auch als The Mammoth Book of New Comic Fantasy)
- The Mammoth Book of Historical Whodunnits: Third New Collection (2005, auch als The Mammoth Book of New Historical Whodunnits)
- The Mammoth Book of Extreme Science Fiction (2006)
- The Mammoth Book of Jacobean Whodunnits (2006)
- The Mammoth Book of Perfect Crimes and Impossible Mysteries (2006)
- The Mammoth Book of Dickensian Whodunnits (2007)
- The Mammoth Book of Extreme Fantasy (2008)
- The Mammoth Book of Mindblowing SF (2009)
- The Mammoth Book of Apocalyptic SF (2010, auch als The Mammoth Book of the End of the World)
- The Mammoth Book of Time Travel SF (2013)

Arthurian Chronicles
- The Pendragon Chronicles (1990)
- The Camelot Chronicles (1992)
- The Merlin Chronicles (1995, auch als The Mammoth Book of Merlin, 2009)
- The Chronicles of the Holy Grail (1996, auch als Quest for the Holy Grail)
- The Chronicles of the Round Table (1997, auch als Tales of the Round Table)

Sammlungen einzelner Autoren
- Elizabeth Gaskell: Mrs Gaskell’s Tales of Mystery and Horror (1810)
- Algernon Blackwood: Tales of the Supernatural (1983)
- Robert E. Howard: Robert E Howard’s World of Heroes (1989)
- Algernon Blackwood: The Magic Mirror: Lost Supernatural and Mystery Stories (1989)
- Charles Birkin: A Haunting Beauty (2000)
- Theodore Goodridge Roberts: The Merriest Knight (2001)
- Arthur Porges: The Mirror and Other Strange Reflections (2002)
- G. G. Pendarves: Thing of Darkness (2006)
- Vincent Cornier: The Duel of Shadows (2011)
- William F. Temple: A Niche in Time and Other Stories: The Best of William F. Temple Volume 1 (2011)
- Algernon Blackwood: The Face of the Earth and Other Imaginings (2015)

### Sachliteratur
- Who’s Who in Horror and Fantasy Fiction (1977)
- The Seven Wonders of the World (1979)
- Fantasy Reader’s Guide, Number One: The John Spencer Fantasy Publications (1979)
- Fantasy Readers' Guide, Numer Two: The File on Ramsey Campbell (1980)
- The Complete Index to Astounding/Analog (1981)
- The Writings of Barrington J. Bayley (1981)
- The Illustrated Book of Science Fiction Lists (1982)
- Science Fiction Quiz (1983)
- Monthly Terrors: An Index to the Weird Fantasy Magazines Published in the United States and Great Britain (1985, mit Frank H. Parnell)
- Science Fiction, Fantasy and Weird Fiction Magazines (1985, mit Marshall B. Tymn)
- Algernon Blackwood: A Bio-Bibliography (1987)
- The Work of William F. Temple: An Annotated Bibliography & Guide (1994)
- The Supernatural Index: A Listing of Fantasy, Supernatural, Occult, Weird, and Horror Anthologies (1995, mit William G. Contento)
- The Life and Times of King Arthur (1996)
- Starlight Man: The Extraordinary Life of Algernon Blackwood (2001, auch als Algernon Blackwood: An Extraordinary Life)
- The Gernsback Days: The Evolution of Modern Science Fiction from 1911–1936 (2004, mit Robert A. W. Lowndes)
- The Age of the Story Tellers: British Popular Fiction Magazines 1880–1950 (2006)
- Taking Liberties (2008)
- A Brief History of King Arthur (2010)
- Out of This World: Science Fiction But Not as You Know It (2011)
- Adventures in the Strand: Arthur Conan Doyle and the Strand Magazine (2016)
- The Astounding Illustrated History of Fantasy & Horror (2018, mit Russ Thorne, Roger Luckhurst, Rosie Fletcher, Dave Golder, Matt Cardin und Michael Kerrigan)

Nestle-Smarties-Bücher
- All the Incredible Facts You Ever Need to Know (1999, 2001 aufgeteilt in Wacky World und Hairy Humans)
- Incredible Monsters (2000, 2001 aufgeteilt in Beautiful Beasties und Deadly Dinosaurs)

The Story of the Science-Fiction Magazines
- 1 The Time Machines: The Story of the Science-Fiction Pulp Magazines from the Beginning to 1950 (2000)
- 2 Transformations: The Story of the Science Fiction Magazines from 1950 to 1970 (2005)
- 3 Gateways to Forever: The Story of the Science-Fiction Magazines from 1970-1980 (2007)
- 4 Science Fiction Rebels: The Story of the Science-Fiction Magazines from 1981 to 1990 (2016)

### Belletristik
Roman
- The Enchantresses (1998, mit Vera Chapman)

Kurzgeschichten
- The Wall (in: Space-Wise, #4 1970)
- The Scream (1995, in: Stefan Dziemianowicz, Robert Weinberg und Martin H. Greenberg (Hrsg.): 100 Wicked Little Witch Stories)
- The Witness (1995, in: Stefan Dziemianowicz, Robert Weinberg und Martin H. Greenberg (Hrsg.): 100 Vicious Little Vampire Stories)
- The Bridge of Fire (1998, in: Lawrence Schimel und Martin H. Greenberg (Hrsg.): Camelot Fantastic)
- The Corruption of Perfection (2000, in: James Lowder (Hrsg.): The Doom of Camelot)